# ایو گرین
ایو گرین (انگلیسی: Eve Greene؛ ‏ ۲۱ مهٔ ۱۹۰۶ – ۱۵ ژوئیهٔ ۱۹۹۷) فیلم‌نامه‌نویس اهل ایالات متحده آمریکا بود.
از فیلم‌هایی که وی در آن‌ها نقش داشته‌است، می‌توان به خوشبختی و قاتل مادرزاد اشاره نمود.